# Kalstar
Kalstar is een Indonesische luchtvaartmaatschappij met haar thuisbasis in Serpong.

## Geschiedenis
Kalstar is opgericht in 2001. Tot 2007 werd gevlogen op de Air operator's certificate van Trigana Air Service.

## Vloot
De vloot van Kalstar bestaat uit:(juli 2016)
- 4 ATR-42
- 5 ATR-72
- 1 Boeing 737-300
- 1 Boeing 737-500
- 1 Embraer 190
- 1 Embraer 195